# Upernavikarkipelagen
Upernavikarkipelagen är en arkipelag som ligger i Baffinbukten i Grönland och har fler än 90 öar. Större öar i arkipelagen är Nutaarmiut, Maniitsoq och Qeqertaq. Arkipelagen har ett antal bosättningar, med ett sammanlagt invånarantal 2010 av 2 834 invånare.

## Bosättningar
Viktigare bosättningar i arkipelagen visas på kartan nedan.